# Pierre Barlaguet
Pierre Barlaguet (* 18. Oktober 1931 in Calvisson; † 16. Oktober 2018) war ein französischer Fußballspieler und -trainer, der den größten Teil seiner Laufbahn bei Olympique Nîmes verbrachte.

## Spielerkarriere
Der 166 Zentimeter große Barlaguet, der sowohl im defensiven Mittelfeld als auch in der Innenverteidigung aufgeboten wurde, stand von 1953 an im Kader des Erstligisten Olympique Nîmes. Zu einer Zeit, in der Ein- und Auswechslungen noch nicht möglich waren, musste er einige Zeit auf seinen ersten Einsatz warten und kam am 8. Oktober 1953 und damit kurz vor seinem 22. Geburtstag bei einer Partie gegen den OGC Nizza zum Debüt in der höchsten französischen Spielklasse. Im Anschluss daran avancierte er direkt zum Stammspieler und konnte diesen Stammplatz die darauffolgenden Jahre über behaupten. 1956 erreichte er mit dem Gewinn des nationalen Pokalwettbewerbs um die Coupe Charles Drago seinen ersten Titelgewinn auf nationaler Ebene. Von 1958 bis 1960 gehörte er mit Nîmes zum Kreis der Spitzenteams der Liga und belegte dreimal hintereinander den zweiten Tabellenplatz, der der Vizemeisterschaft gleichkam. Darüber hinaus schaffte die Elf den Einzug ins nationale Pokalfinale 1958, das allerdings mit 1:3 gegen Stade Reims verloren ging. Ebenso gelang der Sprung ins nationale Pokalfinale 1961; in seinem zweiten Endspiel lief Barlaguet als Kapitän auf, verpasste aber durch ein 1:3 gegen die UA Sedan-Torcy erneut den Titel. 
Trotz seiner Rolle als Mannschaftskapitän bei einem Klub, der um 1960 zu den besten des Landes gehörte, blieb Barlaguet die Aufnahme in die französische A-Nationalmannschaft verwehrt. Er trug jedoch viermal das Trikot der B-Auswahl Frankreichs. In den frühen 1960er-Jahren war er weiterhin ein fester Teil der Mannschaft und erlebte deren langsames Abrutschen aus den oberen Tabellenregionen. Nach einer Reihe von Spielzeiten als unangefochtener Stammspieler wurde er zu Beginn 1964/65 völlig aus der ersten Elf verdrängt und sollte fortan für die Reservemannschaft des Vereins antreten. Als Nîmes 1965 in einer Abstiegsrunde gegen den Sturz in die Zweitklassigkeit kämpfte, wurde er ins Team zurückgeholt, leistete seinen Beitrag zur Abwendung des Abstiegs und durfte weiter in der ersten Mannschaft bleiben. 1966 entschied sich der damals 34-Jährige nach 13 Jahren mit 370 Erstligapartien und 18 Toren für die Beendigung seiner aktiven Laufbahn und einen Wechsel in den Trainerberuf. Abgesehen von einem Gewinn der Coupe Charles Drago hatte er trotz zwei zweiter Plätze im Pokal und drei zweiter Plätze in der Liga nie einen Titelgewinn verbuchen können.

## Trainerkarriere
Einige Monate nach seinen letzten Einsätzen als Spieler trat Barlaguet am 18. Juli 1966 sein Traineramt bei einem Amateurverein aus Mazamet an. Diesem blieb er bis 1969 treu und arbeitete anschließend von 1969 bis 1973 für den ebenfalls unterklassig spielenden SO Châtellerault. Von 1973 an trainierte er die Spieler des Ausbildungsvereins INF Vichy, ehe er 1976 zum Zweitligisten FC Bourges ging, was seine Rückkehr in den Profifußball mit sich brachte. Mit dem Abstieg im Jahr 1977 folgte der Abstieg aus dem Profibereich, Barlaguet durfte seinen Job aber dennoch behalten und blieb bis 1978 in Bourges. 
1978 kehrte er nach zwölf Jahren zu Nîmes zurück, wo er an der Seite von Jean Victor Bandera die Verantwortung für die Ausbildung der jungen Spieler trug. Als der bisherige Cheftrainer Henri Noël 1982 vom FC Martigues abgeworben wurde, stieg Barlaguet zum Trainer der Zweitligamannschaft auf. 1983 führte er die Mannschaft zum Aufstieg, dem ein Jahr später der direkte Wiederabstieg und am 22. August 1984 seine Entlassung folgte. Danach war er beim Lokalrivalen Olympique Alès für die Jugend zuständig, bis er 1990 ein weiteres Mal nach Nîmes geholt wurde, um dort dem Argentinier Daniel Romeo als Co-Trainer zur Seite zu stehen. Im Dezember 1994 übernahm er zum zweiten Mal die Verantwortung als Cheftrainer, konnte den Abstieg in die Drittklassigkeit 1995 aber nicht abwenden. Dennoch blieb er im Amt und erlebte ein Jahr, das einerseits fast den erneuten Abstieg bedeutet hätte und andererseits den Verein ins nationale Pokalfinale 1996 brachte. Somit stand er zum insgesamt dritten Mal mit Nîmes im Pokalfinale, das zugleich das dritte Endspiel des Vereins überhaupt darstellte, scheiterte jedoch aufgrund einer 1:2-Niederlage gegen die AJ Auxerre auch zum dritten Mal an einem möglichen Gewinn der Trophäe. Im Juni 1996 beendete der damals 64-Jährige seine Laufbahn als Trainer.